# Isocapnia guentheri
Isocapnia guentheri är en bäcksländeart som först beskrevs av Joost 1970.  Isocapnia guentheri ingår i släktet Isocapnia och familjen småbäcksländor. Inga underarter finns listade i Catalogue of Life.